# Fondo de garantía de depósitos (España)
El Fondo de Garantía de Depósitos de Entidades de Crédito (FGD) es un fondo, en España, financiado por los bancos, cajas de ahorro y cooperativas de crédito para cubrir las pérdidas de los depositantes en caso de insolvencia de alguna entidad financiera.
En caso de quiebra de una entidad quedarán garantizados los fondos depositados hasta 100.000 euros por cada titular y cada entidad. Por otro lado, con respecto a valores o instrumentos financieros alcanzará como máximo la cuantía de 100.000 euros y es independiente de los depósitos garantizados dinerarios.

## Historia
El fondo de garantía de depósitos se creó en noviembre de 1977 con el fin de proteger a los depositantes y muy especialmente a los ahorradores modestos así como instrumento de disciplina operativa de las instituciones de crédito. Se creó siguiendo las recomendaciones y experiencias de algunos países de la Unión Europea y de Estados Unidos, donde ya existían instituciones análogas. Su gestión y administración se encargó entonces al Banco de España.
En 2008 se incrementó la cobertura de la garantía de los fondos desde los 20.000 euros a los 100.000 euros.
Hasta el año 2011 existían tres fondos diferentes: uno para los bancos, otro para las cajas de ahorro y otro para las cooperativas de crédito. Con la aprobación del Real Decreto Ley 16/2011, de 14 de octubre, todos estos fondos se unificaron en el Fondo de Garantía de Depósitos de Entidades de Crédito (FGDEC).
Según el informe anual de 2021 cuenta con:
- Fondo patrimonial: 4.421,3 millones de euros.
- Aportaciones de entidades adheridas: 1.203,2 millones de euros.
- Inversiones financieras en deuda pública: 4.028,0 millones de euros.
- Número de entidades adheridas: 116.
- Ayudas netas prestadas a las entidades adheridas y al FROB (desde el ejercicio 2009 hasta el 31 de diciembre de 2021): 23.242,8 millones de euros.

## Funcionamiento
El funcionamiento del fondo se rige por el Real Decreto-ley 16/2011, de 14 de octubre. El Real Decreto 2606/1996, de 20 de diciembre se mantiene en todo lo que no lo contradiga y en tanto no se publique un nuevo reglamento que desarrolle el Real Decreto-ley.

### Órganos de gobierno
| Comisión gestora Composición a 11 de septiembre de 2024 | Comisión gestora Composición a 11 de septiembre de 2024                                                      |
| ------------------------------------------------------- | --- |
| Presidenta                                              | Soledad Núñez Ramos Subgobernadora del Banco de España                                                       |
| Vicepresidente                                          | Paula Conthe Calvo Secretaria general del Tesoro                                                             |
| Secretario                                              | Francisco Javier Priego Pérez Secretario general del Banco de España                                         |
| Vocales                                                 | Pablo Arellano Pardo Interventor General de la Administración del Estado                                     |
| Vocales                                                 | Mercedes Olano Librán Directora general de supervisión del Banco de España                                   |
| Vocales                                                 | Ángel Estrada García Director general de Estabilidad Financiera, Regulación y Resolución del Banco de España |
| Vocales                                                 | José Doncel Razola Director general de Intervención General y Control de Gestión de Banco de Santander, S.A. |
| Vocales                                                 | Pello Xabier Belausteguigoitia Mateache Director de España del BBVA                                          |
| Vocales                                                 | Isidro Fainé Casas Presidente de la Confederación Española de Cajas de Ahorro                                |
| Vocales                                                 | Xabier Egíbar Gainza Director general de Caja Laboral Popular, Cooperativa de Crédito                        |
| Vocales                                                 | José María Méndez Álvarez-Cedrón Director general de Cecabank                                                |

El Fondo será regido y administrado por una Comisión Gestora integrada por once miembros, un representante del Ministerio de Economía y Empresa, uno del Ministerio de Hacienda, cuatro designados por el Banco de España y cinco por las asociaciones representativas de las entidades de crédito adheridas, en los términos previstos reglamentariamente.
El representante del Ministerio de Economía y Empresa será el Secretario General del Tesoro y Financiación Internacional, que ostentará la Vicepresidencia de la Comisión Gestora y sustituirá al Presidente en sus funciones en caso de vacante, ausencia o enfermedad.
El representante del Ministerio de Hacienda será el Interventor General del Estado.
Los representantes del Banco de España serán designados por su Comisión ejecutiva. Uno de ellos será el Subgobernador que ostentará la Presidencia de la Comisión.
Los representantes de las entidades adheridas serán designados tres por las asociaciones representativas de bancos, uno por las de cajas de ahorros y uno por las de Cooperativas de Crédito, en los términos que se prevean reglamentariamente.

### Entidades adheridas
Todas las entidades de crédito españolas pertenecerán con carácter obligatorio al Fondo de Garantía de Depósitos de Entidades de Crédito.
La obligación establecida en el párrafo anterior no será de aplicación al Instituto de Crédito Oficial.
El Banco de España comunicará a la Autoridad Bancaria Europea, a la mayor brevedad posible, la adhesión de una entidad de crédito al Fondo.
Las sucursales de entidades de crédito de Estados no miembros de la Unión Europea que operen en España se incorporarán al Fondo en los supuestos y forma que reglamentariamente se determinen. No obstante lo anterior, cuando estas entidades ofrezcan un nivel de protección a los depositantes igual o superior al establecido en este Real Decreto-Ley y en su normativa de desarrollo, se podrá disponer su no adhesión al Fondo.
Entidades adheridas al FGD a 12 de mayo de 2022:
- 0003 - Banco de Depósitos, SA
- 0011 - Allfunds Bank, SA
- 0019 - Deutsche Bank, SAE
- 0036 - Santander Investment, SA
- 0038 - CACEIS Bank Spain, SA
- 0049 - Banco Santander, SA
- 0061 - Banca March, SA
- 0073 - Open Bank, SA
- 0078 - Banca Pueyo, SA
- 0081 - Banco de Sabadell, SA
- 0083 - Renta 4 Banco, SA
- 0091 - Banco de Albacete, SA
- 0121 - Banco Occidental, SA
- 0125 - Bancofar, SA
- 0128 - Bankinter, SA
- 0133 - Nuevo Micro Bank, SA
- 0136 - Aresbank, SA
- 0151 - JPMorgan Chase Bank National Association, SE
- 0169 - Banco de la Nación Argentina, SE
- 0182 - Banco Bilbao Vizcaya Argentaria, SA
- 0184 - Banco Europeo de Finanzas, SA
- 0186 - Banco Mediolanum, SA
- 0188 - Banco Alcalá, SA
- 0198 - Banco Cooperativo Español, SA
- 0200 - Andbank España Banca Privada, SA
- 0211 - EBN Banco de Negocios, SA
- 0216 - Targobank, SA
- 0218 - FCE Bank PLC, SE
- 0219 - Bank of Africa Europe, SA
- 0224 - Santander Consumer Finance, SA
- 0225 - Banco Cetelem, SA
- 0229 - Wizink Bank, SA
- 0232 - Banco Inversis, SA
- 0234 - Banco Caminos, SA
- 0235 - Banco Pichincha España, SA
- 0237 - Cajasur Banco, SA
- 0239 - Evo Banco, SA
- 0240 - Banco de Crédito Social Cooperativo, SA
- 0241 - A&G Banco, SA
- 0242 - Sabadell Consumer Finance, SA
- 0243 - Credit Suisse Bank (Europe) SA
- 0244 - Miralta Finance Bank, SA
- 1460 - Crédit Suisse AG, SE
- 1490 - Singular Bank, SA
- 1544 - MyInvestor Banco, SA
- 2000 - Cecabank, SA
- 2045 - Caja de Ahorros y Monte de Piedad de Ontinyent
- 2056 - Colonya - Caixa d'Estalvis de Pollensa
- 2080 - Abanca Corporación Bancaria, SA
- 2085 - Ibercaja Banco, SA
- 2095 - Kutxabank, SA
- 2100 - Caixabank, SA
- 2103 - Unicaja Banco, SA
- 3001 - Caja Rural de Almendralejo, Sociedad Cooperativa de Crédito
- 3005 - Caja Rural Central, Sociedad Cooperativa de Crédito
- 3007 - Caja Rural de Gijón, Sociedad Cooperativa Asturiana de Crédito
- 3008 - Caja Rural de Navarra, Sociedad Cooperativa de Crédito
- 3009 - Caja Rural de Extremadura, Sociedad Cooperativa de Crédito
- 3016 - Caja Rural de Salamanca, Sociedad Cooperativa de Crédito
- 3017 - Caja Rural de Soria, Sociedad Cooperativa de Crédito
- 3018 - Caja Rural Regional San Agustín Fuente Álamo Murcia, Sociedad Cooperativa de Crédito
- 3020 - Caja Rural de Utrera, Sociedad Cooperativa Andaluza de Crédito
- 3023 - Caja Rural de Granada, Sociedad Cooperativa de Crédito
- 3025 - Caixa de Credit dels Enginyers-Caja de Crédito de los Ingenieros, Sociedad Cooperativa de Crédito
- 3029 - Caja de Crédito de Petrel, Caja Rural, Cooperativa de Crédito Valenciana
- 3035 - Caja Laboral Popular, Cooperativa de Crédito
- 3045 - Caixa Rural Altea, Cooperativa de Crédit Valenciana
- 3058 - Cajamar Caja Rural, Sociedad Cooperativa de Crédito
- 3059 - Caja Rural de Asturias, Sociedad Cooperativa de Crédito
- 3060 - Caja Rural de Burgos, Fuentepelayo, Segovia, Castelldans, Sociedad Cooperativa de Crédito
- 3067 - Caja Rural de Jaén, Barcelona y Madrid, Sociedad Cooperativa de Crédito
- 3070 - Caixa Rural Galega, Sociedad Cooperativa de Crédito Limitada Galega
- 3076 - Cajasiete, Caja Rural, Sociedad Cooperativa de Crédito
- 3080 - Caja Rural de Teruel, Sociedad Cooperativa de Crédito
- 3081 - Eurocaja Rural, Sociedad Cooperativa de Crédito
- 3085 - Caja Rural de Zamora, Cooperativa de Crédito
- 3089 - Caja Rural de Baena Ntra. Sra. de Guadalupe, Sociedad Cooperativa de Crédito Andaluza
- 3095 - Caja Rural San Roque de Almenara, Sociedad Cooperativa de Crédito Valenciana
- 3096 - Caixa Rural de L'Alcudia, Sociedad Cooperativa Valenciana de Crédito
- 3098 - Caja Rural de Nueva Carteya, Sociedad Cooperativa Andaluza de Crédito
- 3102 - Caixa Rural San Vicent Ferrer de la Vall d'Uxó, Cooperativa de Crédit Valenciana
- 3104 - Caja Rural de Cañete de las Torres Ntra. Sra. del Campo, Sociedad Cooperativa Andaluza de Crédito
- 3105 - Caixa Rural de Callosa d'En Sarriá, Cooperativa de Crédito Valenciana
- 3110 - Caja Rural Católico Agraria, Sociedad Cooperativa de Crédito Valenciana
- 3111 - Caixa Rural la Vall "San Isidro", Sociedad Cooperativa de Crédit Valenciana
- 3112 - Caja Rural San José de Burriana, Sociedad Cooperativa de Crédito Valenciana
- 3113 - Caja Rural San José de Alcora, Sociedad Cooperativa de Crédito Valenciana
- 3115 - Caja Rural "Nuestra Madre del Sol", Sociedad Cooperativa Andaluza de Crédito
- 3117 - Caixa Rural d'Algemesí, Sociedad Cooperativa Valenciana de Crédit
- 3118 - Caixa Rural Torrent, Cooperativa de Credit Valenciana
- 3119 - Caja Rural San Jaime de Alquerias del Niño Perdido, Sociedad Cooperativa de Crédito Valenciana
- 3121 - Caja Rural de Cheste, Sociedad Cooperativa de Crédito Valenciana
- 3123 - Caixa Rural de Turis, Cooperativa de Crédito Valenciana
- 3127 - Caja Rural de Casas Ibáñez, Sociedad Cooperativa de Crédito de Castilla-La Mancha
- 3130 - Caja Rural San José de Almassora, Sociedad Cooperativa de Crédito Valenciana
- 3134 - Caja Rural Nuestra Señora de la Esperanza de Onda, Sociedad Cooperativa de Crédito Valenciana
- 3135 - Caja Rural San José de Nules, Sociedad Cooperativa de Crédito Valenciana
- 3138 - Ruralnostra, Sociedad Cooperativa de Crédito Valenciana
- 3140 - Caja Rural de Guissona, Sociedad Cooperativa de Crédito
- 3144 - Caja Rural de Villamalea, Sociedad Cooperativa de Crédito Agrario de Castilla-La Mancha
- 3150 - Caja Rural de Albal, Cooperativa de Crédito Valenciana
- 3152 - Caja Rural de Villar, Cooperativa de Crédito Valenciana
- 3157 - Caja Rural la Junquera de Chilches, Sociedad Cooperativa de Crédito Valenciana
- 3159 - Caixa Popular Caixa Rural, Sociedad Cooperativa de Crédito Valenciana
- 3160 - Caixa Rural Sant Josep de Vilavella, Sociedad Cooperativa de Crédito Valenciana
- 3162 - Caixa Rural Benicarló, Sociedad Cooperativa de Crédit Valenciana
- 3165 - Caja Rural San Isidro de Vilafames, Sociedad Cooperativa de Crédito Valenciana
- 3166 - Caixa Rural Les Coves de Vinromá, Sociedad Cooperativa de Crédit Valenciana
- 3174 - Caixa Rural Vinarós, Sociedad Cooperativa de Crédit Valenciana
- 3179 - Caja Rural de Alginet, Sociedad Cooperativa de Crédito Valenciana
- 3183 - Arquia Bank, SA
- 3184 - Caja de Crédito de Alcoy, Cooperativa de Crédito Valenciana (en liquidación)
- 3187 - Caja Rural del Sur, Sociedad Cooperativa de Crédito
- 3190 - Caja Rural de Albacete,Ciudad Real y Cuenca, Sociedad Cooperativa de Crédito
- 3191 - Caja Rural de Aragón, Sociedad Cooperativa de Crédito

### Objeto y personalidad jurídica
El FGD tiene personalidad jurídica, con plena capacidad para el desarrollo de sus fines, en régimen de derecho privado.

### Definición de los depósitos garantizados y límites de cobertura
Tendrán la consideración de depósitos garantizados los saldos acreedores mantenidos en cuenta, incluidos los fondos procedentes de situaciones transitorias por operaciones de tráfico y los certificados de depósito nominativos que la entidad tenga obligación de restituir en las condiciones legales y contractuales aplicables, cualquiera que sea la moneda en que estén nominados y siempre que estén constituidos en España o en otro Estado miembro de la Unión Europea.
La garantía se aplicará por depositante, sea persona natural o jurídica, y cualquiera que sea el número y clase de depósitos en que figure como titular de la misma entidad. Dicho límite se aplicará también a los depositantes titulares de depósitos de importe superior al máximo garantizado.
El fondo cubría originalmente 15.000 euros por depositante, que se extendieron a 20.000 euros a partir del año 2000 y 100.000 euros a partir del 10 de octubre de 2008.

### Financiación de los fondos
El fondo se financia con aportaciones de las entidades integradas en ellos. Los bancos aportaban inicialmente una cantidad equivalente al 1,2 ‰ de sus depósitos al 31 de diciembre. En 1989 la aportación de la banca se elevó al 2 ‰ de los activos computables. En una enmienda a la LP/90 la aportación se situó en el 2,5 ‰.
Estas aportaciones se ingresan en la cuenta que tiene el FGD en el Banco de España a partir de la fecha de cierre de cada ejercicio en uno o más desembolsos, a la vista de las necesidades del Fondo, y en los plazos que fije la comisión gestora.
Si patrimonio de un fondo alcanza una cuantía suficiente para el cumplimiento de sus fines, el Ministerio de Economía y Empresa, a propuesta del Banco de España, puede acordar la disminución de las aportaciones. En todo caso, esas aportaciones se suspenderán cuando el fondo patrimonial no comprometido en operaciones propias del objeto del FGD iguale o supere el 1% de los depósitos de las entidades adscritas.

### Proceso de intervención
Cuando un banco tiene problemas patrimoniales, el Banco de España le insta a resolverlos con nuevas aportaciones de los socios anteriores o de otros nuevos. 
En el caso de que el banco en cuestión no consiga resolver el problema, la Comisión Gestora del Fondo (integrada por 4 representantes de la Banca y 4 del Banco de España), convoca una junta extraordinaria de accionistas para proceder a una reducción de capital y una posterior ampliación. De no lograrse la aprobación, la entidad seguirá el proceso legal de disolución, con la quiebra o suspensión de pagos y el fondo satisface el importe de los depósitos hasta el máximo que fija la ley. 
Si lograda la aprobación, no se encuentran los suscriptores necesarios y la comisión considera que la salvación de la entidad es viable, el fondo suscribe todo o parte del capital, emprende tareas necesarias para el saneamiento del mismo y trata de devolver la entidad al sector privado mediante subasta restringida.
Se han reforzado las posibilidades de actuación del fondo permitiéndole, para hacer posible la superación del estado de insolvencias del banco afectado, asumir pérdidas, préstamos, garantías y adquirir activos, siempre que contribuya a evitar mayores perjuicios y esté en línea con los objetivos de saneamiento y solvencia del sistema bancario que inspiran la creación y funcionamiento del fondo.